# 저거안주
저거안주(沮渠安周, ? ~ 460년)는 북량의 군주로, 노수호(盧水胡) 사람이다. 저거몽손의 아들이며 저거목건과 저거무휘의 동생이다.

## 생애
저거목건이 재위할 때 낙도태수(樂都太守)에 봉해졌다.
439년, 북위가 북량의 수도 고장을 공격하자 저거목건은 항복했고, 저거안주는 저거무휘를 따라 주천에 근거지를 두었다. 저거무휘가 북위의 공격을 받게 되자 저거안주를 보내 선선을 치게했고, 이듬해 442년에 함께 군사를 모아 선선을 점령하고 이어서 고창을 점령하고 근거지를 두었다.
444년, 저거무휘가 죽자 뒤를 이었고, 개원하지 않았다. 남조 송이 저거안주를 하서왕(河西王)에 봉했다. 저거안주가 저거무휘의 아들인 저거건수(沮渠乾壽)의 군대를 탈취하자 저거건수는 북위에 투항했다.
460년, 유연이 고창을 공격하여 저거안주를 살해했고, 고창북량이 망했다. 감백주가 유연에 의해 옹립되어 고창국왕(高昌國王)이 되었고, 감씨고창(闞氏高昌)이 시작되었다.